# Junior Flemmings
Junior Flemmings, né le 16 janvier 1996 à Kingston, est un footballeur international jamaïcain. Il évolue au poste d'attaquant au Ajman Club.

## Biographie

### En club
En 2013, Junior Flemmings signe son premier contrat professionnel avec le Tivoli Gardens Football Club.
En 2016, il rejoint la Réserve des Red Bulls de New York.
Malgré une bonne saison avec la réserve des Red Bulls de New York en USL, Flemmings ne se voit pas offrir de contrat en MLS et signe avec les Rowdies de Tampa Bay pour la saison 2018 de USL.
En 2019, il inscrit quinze buts en saison régulière en USL Championship avec le club du Rising de Phoenix.
Le 5 janvier 2022, il s'engage au Toulouse FC.
En manque de jeu à Toulouse, il est prêté au Chamois niortais FC sans option d'achat jusqu'à la fin de la saison,. Il inscrit son premier but sous ses nouvelles couleurs lors de son quatrième match, face au Rodez AF le 4 mars 2023.
De retour dans le club toulousain après sa saison niortaise, il ne rentre pas dans les plans du nouvel entraîneur, Carles Martinez Novell, et est de nouveau prêté le 14 septembre 2023 dans le club de première division serbe du FK Voždovac Belgrade,.
En juillet 2024, il quitte définitivement le club de la ville rose pour le club émirati du Ajman Club.

### En équipe nationale
Avec les moins de 20 ans, il participe au championnat de la CONCACAF des moins de 20 ans en 2015. Lors de cette compétition organisée dans son pays natal, il joue quatre matchs. Il se met en évidence lors du premier match contre Trinité-et-Tobago, en inscrivant un but.
Il reçoit sa première sélection en équipe de Jamaïque le 23 juin 2017, contre la Guyane. Ce match rentre dans le cadre des demi-finales de la Coupe caribéenne des nations.
En 2019, il participe à la Gold Cup organisée conjointement par les États-Unis, le Costa Rica et la Jamaïque. Lors de cette compétition, il joue cinq matchs. La Jamaïque s'incline en demi-finale face aux États-Unis.  
Le 15 octobre 2019, il inscrit son premier but en équipe nationale, contre Aruba. Ce match gagné sur le très large score de 0-6 rentre dans le cadre de la Ligue des nations de la CONCACAF 2019-2020.

## Homophobie
Le 30 septembre 2020 lors de la rencontre à domicile face au Rising de Phoenix, Collin Martin est la cible d'une insulte homophobe proférée par Junior Flemmings. Ce dernier l'aurait insulté de « Batty boy »,. À la fin de la première mi-temps, Martin est venu et a dit au quatrième officiel qu’une insulte homophobe avait été faite contre lui par l’un des joueurs de Phoenix. Il a reçu un carton rouge après que l'arbitre a pensé qu'il l'insultait ; son carton rouge a ensuite été annulé après que l'arbitre a admis qu'il s'était trompé.
Le Loyal de San Diego menait 3-1 à la mi-temps. Cependant, après un manque d’action perçu après leur plainte à la mi-temps lorsque l’arbitre a signalé le début de la seconde période, le personnel d’entraîneurs et les joueurs de San Diego ont mis un genou à terre et ont quitté le terrain en signe de protestation (défaite par forfait). Quelques jours plus tard, Junior Flemmings a écopé d’une suspension de six matchs, accompagnée d’une amende d'un montant non révélé.

## Palmarès

### En club
Red Bulls II de New York
- Vainqueur de la Coupe USL en 2016

 Toulouse FC
- Champion de France de Ligue 2 en 2022

 Jamaïque
- Finaliste de la Coupe caribéenne des nations en 2017

## Statistiques
| Saison                | Club                     | Championnat           | Championnat | Championnat | Championnat | Coupe(s) nationale(s) | Coupe(s) nationale(s) | Coupe(s) nationale(s) | Séries | Séries | Séries | Jamaïque | Jamaïque | Jamaïque | Total | Total | Total |
| Saison                | Club                     | Division              | M.          | B.          | P.d.        | M.                    | B.                    | P.d.                  | M.     | B.     | P.d.   | M.       | B.       | P.d.     | M.    | B.    | P.d.  |
| 2016                  | Red Bulls II de New York | USL                   | 23          | 7           | 4           | -                     | -                     | -                     | 0      | 0      | 0      | -        | -        | -        | 23    | 7     | 4     |
| 2017                  | Red Bulls II de New York | USL                   | 29          | 9           | 3           | -                     | -                     | -                     | 3      | 1      | 1      | 1        | 0        | 0        | 33    | 10    | 4     |
| Sous-total            | Sous-total               | Sous-total            | 52          | 16          | 7           | -                     | -                     | -                     | 3      | 1      | 1      | 1        | 0        | 0        | 56    | 17    | 8     |
| 2018                  | Rowdies de Tampa Bay     | USL                   | 26          | 6           | 5           | 1                     | 0                     | 0                     | -      | -      | -      | -        | -        | -        | 27    | 6     | 5     |
| 2019                  | Rising de Phoenix        | USLC                  | 28          | 15          | 7           | 1                     | 1                     | 0                     | 2      | 1      | 0      | 9        | 1        | 0        | 40    | 18    | 7     |
| 2020                  | Rising de Phoenix        | USLC                  | 15          | 13          | 3           | 0                     | 0                     | 0                     | 0      | 0      | 0      | -        | -        | -        | 15    | 13    | 3     |
| Sous-total            | Sous-total               | Sous-total            | 43          | 28          | 10          | 1                     | 1                     | 0                     | 2      | 1      | 0      | 9        | 1        | 0        | 55    | 31    | 10    |
| 2021                  | Legion de Birmingham     | USLC                  | 21          | 6           | 3           | 0                     | 0                     | 0                     | 0      | 0      | 0      | 11       | 1        | 0        | 32    | 7     | 3     |
| 2021-2022             | Toulouse FC              | Ligue 2               | 3           | 0           | 0           | 0                     | 0                     | 0                     | -      | -      | -      | 5        | 2        | 0        | 8     | 2     | 0     |
| 2022-2023             | Toulouse FC              | Ligue 1               | 0           | 0           | 0           | 0                     | 0                     | 0                     | -      | -      | -      | -        | -        | -        | 0     | 0     | 0     |
| 2023-2024             | Toulouse FC              | Ligue 1               | 0           | 0           | 0           | 0                     | 0                     | 0                     | -      | -      | -      | -        | -        | -        | 0     | 0     | 0     |
| Sous-total            | Sous-total               | Sous-total            | 3           | 0           | 0           | 0                     | 0                     | 0                     | -      | -      | -      | 5        | 2        | 0        | 8     | 2     | 0     |
| 2022-2023             | Chamois niortais (prêt)  | Ligue 2               | 8           | 1           | 0           | 0                     | 0                     | 0                     | -      | -      | -      | -        | -        | -        | 8     | 1     | 0     |
| 2023-2024             | FK Voždovac (prêt)       | Superliga Srbije      | 21+7        | 6+6         | 2           | 3                     | 3                     | 0                     | -      | -      | -      | -        | -        | -        | 31    | 15    | 2     |
| 2024-2025             | Ajman Club               | UEA Pro League        | 8           | 5           | 0           | 2                     | 0                     | 0                     | -      | -      | -      | -        | -        | -        | 10    | 5     | 0     |
| Total sur la carrière | Total sur la carrière    | Total sur la carrière | 189         | 74          | 27          | 7                     | 4                     | 0                     | 5      | 2      | 1      | 26       | 4        | 0        | 227   | 84    | 28    |